# 舌唇鼻音
舌唇鼻音是一種輔音，被使用於一些口語中，國際音標寫作⟨n̼⟩或⟨m̺⟩。

## 特徵
舌唇鼻音的特徵包括：
- 調音方法是閉塞，也就是說通過阻礙空氣在聲腔流動來調音。由於這個輔音也同時是個鼻音，因此被阻塞的氣流會從鼻逸出。

- 調音部位是舌唇，即藉由舌頭碰觸上唇以調音。

- 發聲類型是濁音，意味着發音時聲帶顫動。

- 本輔音是鼻音，調音時空氣會從鼻逸出。

- 氣流機制是肺部氣流，即由肺與橫膈膜驱动空气。

## 出現於
| 語言         | 語言         | 詞彙   | IPA     | 意思     | 註釋 |
| ------------ | ------------ | ------ | ------- | -------- | ---- |
| 阿拉基語     | 阿拉基語     | m̼isi   | [n̼isi]  | 仍然     |      |
| 大納姆巴斯語 | 大納姆巴斯語 | nəm'ək | [nən̼ək] | 我的舌頭 |      |

## 外部鏈結
- 在PHOIBLE上搜尋含有[m̼]的語言